# Antena 1

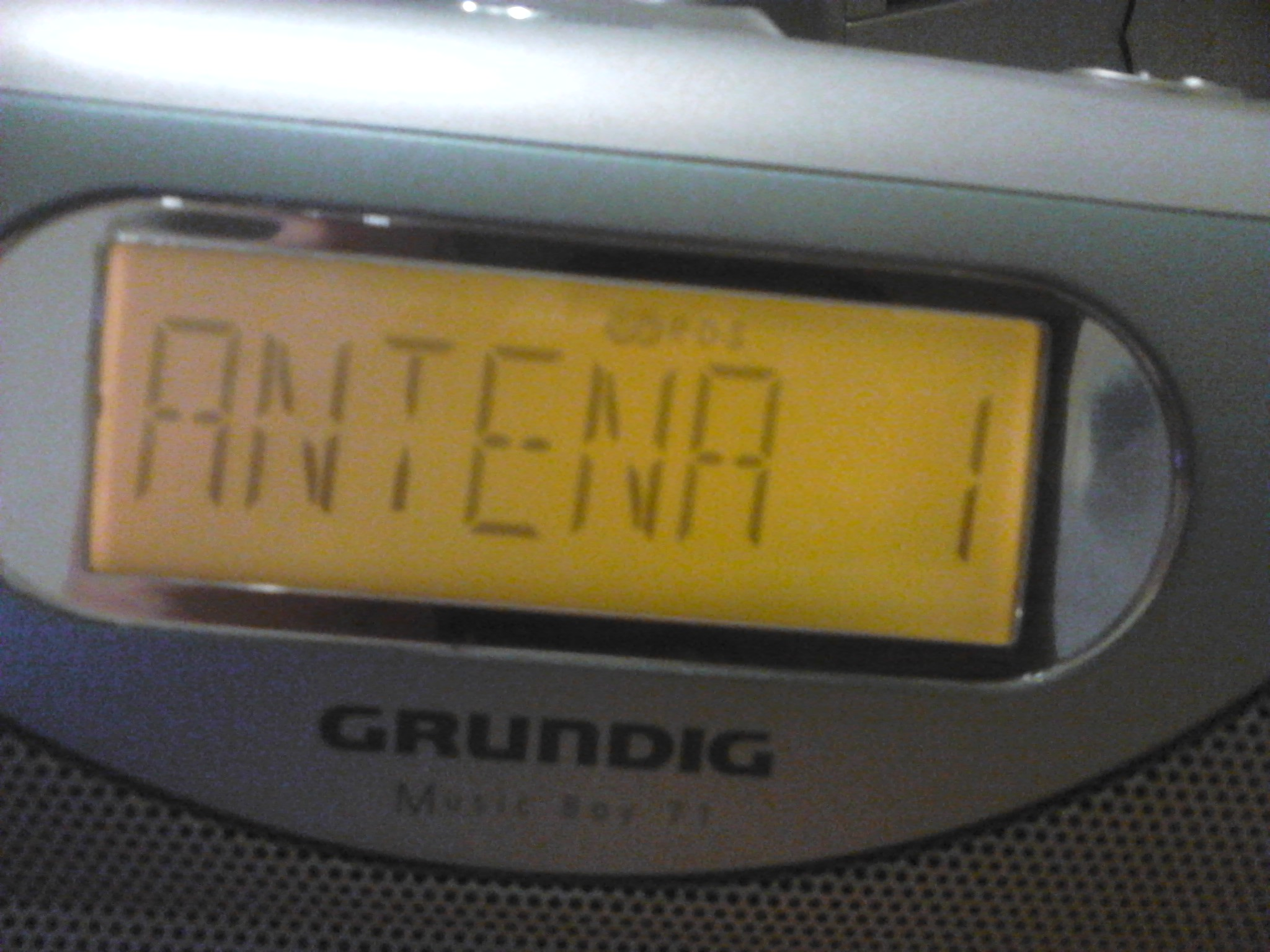
Informação da Rádio Antena 1 com RDS

A Antena 1 é uma emissora de radiodifusão do Grupo RTP – Rádio e Televisão de Portugal. A sua programação é baseada em conteúdos generalistas e programas de autor, com forte incisão em desporto e música. Como estação de serviço público, aposta fortemente na música portuguesa, quer na lista de difusão (playlist), quer em programas de autor mais específicos (Alma Lusa, Vozes da Lusofonia, etc.). Na parte musical, pode ser considerada uma estação de rádio de formato Hot AC.

## Frequências

### FM[2]
- Aveiro: 87.9 FM (Lousã) / 106.7 FM (Arestal)
- Beja: 87.7 FM (Mendro) / 90.9 FM (Mértola)
- Braga: 91.3 FM (Braga) / 88.3 FM (Muro)
- Bragança: 96.4 FM (Bragança) / 92.8 FM (Bornes) / 90.3 FM (Miranda do Douro)
- Castelo Branco: 96.4 FM (Gardunha) / 89.9 FM (Castelo Branco)
- Coimbra: 94.9 FM (Coimbra) / 87.9 FM (Lousã)
- Évora: 103.8 FM (Elvas) / 87.7 FM (Mendro) / 88.4 FM (Serra de Ossa)
- Faro: 97.6 FM (Faro) / 88.9 FM (Monchique) / 88.9 FM (Alcoutim)
- Guarda: 94.7 FM (Guarda) / 97.2 FM (Marofa) / 104.8 FM (Manteigas)
- Leiria: 98.7 FM (Leiria) / 87.9 FM (Lousã) / 98.3 FM (Montejunto)
- Lisboa: 95.7 FM (Monsanto) / 99.4 FM (Banática) / 98.3 FM (Montejunto) / 96.9 FM (Janas)
- Portalegre: 97.9 FM (Portalegre) / 103.8 FM (Elvas) / 93.6 FM (Montargil)
- Porto: 96.7 FM (Monte da Virgem) / 88.3 FM (Muro) / 95.2 FM (Marão)
- Santarém: 98.8 FM (Santarém) / 98.3 FM (Montejunto)
- Setúbal: 95.7 FM (Monsanto) / 106.7 FM (Tróia) / 99.2 FM (Grândola)
- Viana do Castelo: 88.3 FM (Muro) / 102.9 FM (Moledo) / 98.2 FM (Valença) / 102.9 FM (Paredes de Coura)
- Vila Real: 95.2 FM (Marão) / 94.9 FM (Minhéu) / 87.9 FM (São Domingos)
- Viseu: 87.9 FM (Lousã) / 104.5 FM (Gravia) / 88.2 FM (Viseu) / 87.9 FM (São Domingos)

### Onda Média[2]

#### Portugal Continental[2]
| Distrito         | Emissor               | kHz  |
| Beja             | Elvas                 | 720  |
| Bragança         | Bragança              | 666  |
| Bragança         | Mirandela             | 720  |
| Bragança         | Miranda do Douro      | 630  |
| Castelo Branco   | Castelo Branco        | 720  |
| Castelo Branco   | Covilhã               | 666  |
| Coimbra          | Coimbra (Sta. Isabel) | 630  |
| Évora            | Elvas                 | 720  |
| Guarda           | Guarda                | 720  |
| Leiria           | Coimbra (Sta. Isabel) | 630  |
| Lisboa           | CEN                   | 666  |
| Portalegre       | Castelo Branco        | 720  |
| Portalegre       | Portalegre            | 1287 |
| Portalegre       | Elvas                 | 720  |
| Santarém         | CEN                   | 666  |
| Setúbal          | CEN                   | 666  |
| Viana do Castelo | Valença               | 666  |
| Vila Real        | Vila Real             | 666  |
| Viseu            | Viseu                 | 666  |
| Viseu            | Lamego                | 756  |

#### Açores[2]
| Ilha   | Emissor          | kHz |
| Corvo  | Monte das Cruzes | 828 |
| Flores | Monte das Cruzes | 828 |

### Internacional[2]

#### Timor – Leste[2]
| Cidade | Emissor | MHz   |
| Díli   | –       | 103.1 |